# Rabat (ekonomika)
Rabat (z ital. rabatto, srážka) je v ekonomii sleva nebo srážka z obvyklé prodejní ceny, která je zákazníkovi poskytnuta. Obvykle je vyjadřovaná v procentech a je používána pro motivaci zákazníků (např. množstevní sleva). Rabat je používán i v daňové oblasti jako vrácení části dříve zaplacených daní poplatníkům (anglicky tax rebate).  

## Charakteristika
Rabat v obchodě může znamenat:
- Pravidelnou obchodní srážku čili rozdíl mezi maloobchodní a velkoobchodní cenou.
- Množstevní slevu při nákupu velkého množství, která může být buď v penězích, anebo ve zboží (ke dvěma kusům dostanete třetí zdarma).
- Příležitostnou slevu při sezónním nebo jiném výprodeji.
- Reklamní slevu v podobě „zaváděcí ceny“, při otevření obchodu a podobně.
- Věrnostní slevu pro stálé zákazníky.
- Slevu na kazové nebo částečně upotřebené zboží (například rozbalené, vystavované na veletrhu, předváděcí akci, vrácené zákazníkem) a podobně.

## Příklady
U výpočtu rabatu je v čitateli zlomku sleva (tj. rozdíl mezi prodejní cenou a sníženou cenou). Prodejní cena představuje základ (100 %), a je proto ve jmenovateli zlomku.
Výpočet je podle vzorce: {\displaystyle {\mathit {rabat}}={\frac {\textit {sleva}}{\mathit {n{\acute {a}}kup}}}\cdot 100~\%}

#### Konkrétní příklady:
- Pokud je obvyklá prodejní cena zboží 80 Kč a zákazníkovi je poskytnuta sleva 20 Kč, je: {\displaystyle {\mathit {rabat}}={\frac {20}{80}}\cdot 100~\%=25~\%}
- Pokud je obvyklá prodejní cena zboží 80 Kč a zákazníkovi je prodáno za 76 Kč, je: {\displaystyle {\mathit {rabat}}={\frac {80-76}{80}}\cdot 100~\%=5~\%}

## Kritika
Rabaty jsou důležitým nástrojem obchodní politiky výrobních i obchodních firem a jsou u zákazníků spíše oblíbené, i když kritikové namítají, že činí trh nepřehledným, komplikují porovnání cen a často slouží k jednorázovému poškození či vyřazení menších firem, které si je nemohou dovolit. Proto je v některých zemích zákon různě omezuje.
V daních se rabat používá zejména v USA jako daňový nástroj stimulace soukromé spotřeby.